# Río del destino
Río del destino (título original: Araguaia), es una telenovela brasileña producida y exhibida por TV Globo entre el 27 de septiembre de 2010 y el 8 de abril de 2011 en 166 capítulos, sustituyendo a Escrito en las estrellas y siendo sucedida por Cuento encantado en el tradicional horario de las 18 horas de la emisora. Es la primera telenovela de la Rede Globo del horario de las 18 horas en ser exhibida en alta definición.
Escrita por Walther Negrão, con la colaboración de Jackie Vellego, Renato Modesto, Julio Fischer, Alessandro Marson y Fausto Galvão, dirigida por Fred Mayrink, Luciano Sabino y Alexandre Klemperer, con la dirección general de Marcos Schechtman y Marcelo Travesso sobre núcleo de Marcos Schechtman.
Fue protagonizada por Cléo Pires, Milena Toscano y Murilo Rosa, y antagonizada por Mariana Rios, Thiago Fragoso y Lima Duarte.

## Argumento
En Río del Destino, una telenovela llena de impresionantes paisajes naturales, todo se verá involucrado con el amor del bravo Solano y la misteriosa Estela. Él, un hombre valiente y honesto que, aun después de la muerte insólita de su padre en la región del río Araguaia y conociendo que su destino está marcado por una maldición impuesta a su familia por una tribu india, decide permanecer en la región para vivir una gran pasión con Estela y también para luchar contra el villano Max Martínez, en defensa de sus tierras. Ella, una india seductora y misteriosa que con su abuelo Ruriá, forma parte de los últimos descendientes vivos de una tribu indígena.
Pero Estela vive un conflicto: debe cumplir la maldición lanzada por sus antepasados, que significa quitarle la vida a Solano, su gran amor. Los dos enamorados tendrán que desafiar el destino para vivir su pasión y vencer esa terrible maldición.
Pero el romance tendrá aún más desafíos. Uno de ellos es Manuela, una linda veterinaria hija del terrible Max Martínez, que se enamora de Solano. El otro es el abuelo de Estela, que le exige que cumpla con la maldición lanzada por sus antepasados. El constante conflicto de Estela sólo crece, una vez que ella decide sacrificar su propia vida para salvar a Solano y al niño que lleva en su vientre.
Candidata al Emmy Internacional 2011 en la categoría de Mejor Telenovela con encantadoras
locaciones, Río del Destino es una telenovela con misterio, belleza y drama.

## Reparto
| Actor                 | Personaje                                |
| --------------------- | ---------------------------------------- |
| Cléo Pires            | Estela Rangel (Estrela Karue)            |
| Murilo Rosa           | Solano Rangel                            |
| Milena Toscano        | Manuela Martínez                         |
| Lima Duarte           | Max Martinez                             |
| Laura Cardoso         | Mariquita (Maria Quitéria)               |
| Júlia Lemmertz        | Amélia Martinez                          |
| Thiago Fragoso        | Vitor Vilar                              |
| Mariana Rios          | Nancy Santos                             |
| Suzana Pires          | Janaína Santos Martinez                  |
| Raphael Viana         | Frederico Martinez (Fred)                |
| Suyane Moreira        | Iaru                                     |
| Eva Wilma             | Beatriz Cardoso (Pierina)                |
| Emílio Orciollo Netto | Neca Tenório                             |
| Maria Joana           | Maria da Glória Mourão (Sargento Mourão) |
| Thaís Garayp          | Terê Tenório                             |
| Flávia Guedes         | Aspásia                                  |
| Henri Castelli        | Rudy                                     |
| Juca de Oliveira      | Gabriel (Cabo de Esquadra)               |
| Tânia Alves           | Pérola Simões                            |
| Otávio Augusto        | Padre Emílio                             |
| Nando Cunha           | Bucéfalo Almeida (Pimpinela)             |
| Ângelo Antônio        | Geraldo Lutti Filho                      |
| Paula Pereira         | Isadora de Almeida Lutti (Dora)          |
| Cinara Leal           | Safira Simões                            |
| Bruna Marquezine      | Terezinha                                |
| Neuza Borges          | Ivete Valadares                          |
| Gésio Amadeu          | Cirso Simões                             |
| Nanda Lisboa          | Ametista Simões                          |
| Raquel Villar         | Esmeralda Simões                         |
| Turíbio Ruiz          | Ruriá Karuê                              |
| Aninha Lima           | Lenita                                   |
| Thiago Oliveira       | Tavinho                                  |
| Yunes Chami           | Mamed Mascate                            |
| Eduardo Coutinho      | Dr. Ricardo                              |
| Luciano Scalioni      | Bruno Santos                             |
| Ricardo Castro        | Caroço                                   |
| Luciana Carinielle    | Lourdinha                                |
| Christovam Netto      | Marreta                                  |
| Adílson Maghá         | Eugênio (Genão)                          |
| Brenda Diniz          | Maria                                    |
| Cadu Paschoal         | Pedro                                    |
| Douglas Moreira       | André                                    |
| Frederico Wolkmann    | Tomé                                     |
| Laura Barreto         | Madalena                                 |
| Luigi Matheus         | Mateus                                   |
| Roberta Piragibe      | Verônica                                 |
| Alice Motta           | Antônia Rangel                           |
| Diogo Oliveira        | Apoena Karuê                             |
| Regina Duarte         | Antoninha Rangel                         |
| Edson Celulari        | Fernando Rangel                          |
| Pablo Bellini         | Hector                                   |
| Luísa Mell            | Cristina                                 |

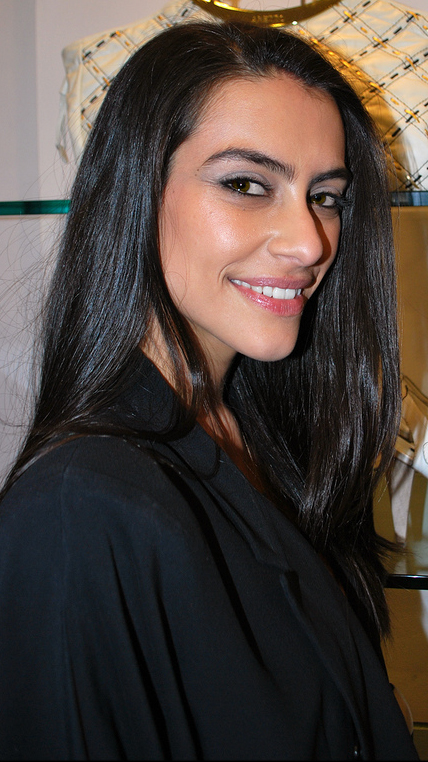
Cléo Pires is Estela.
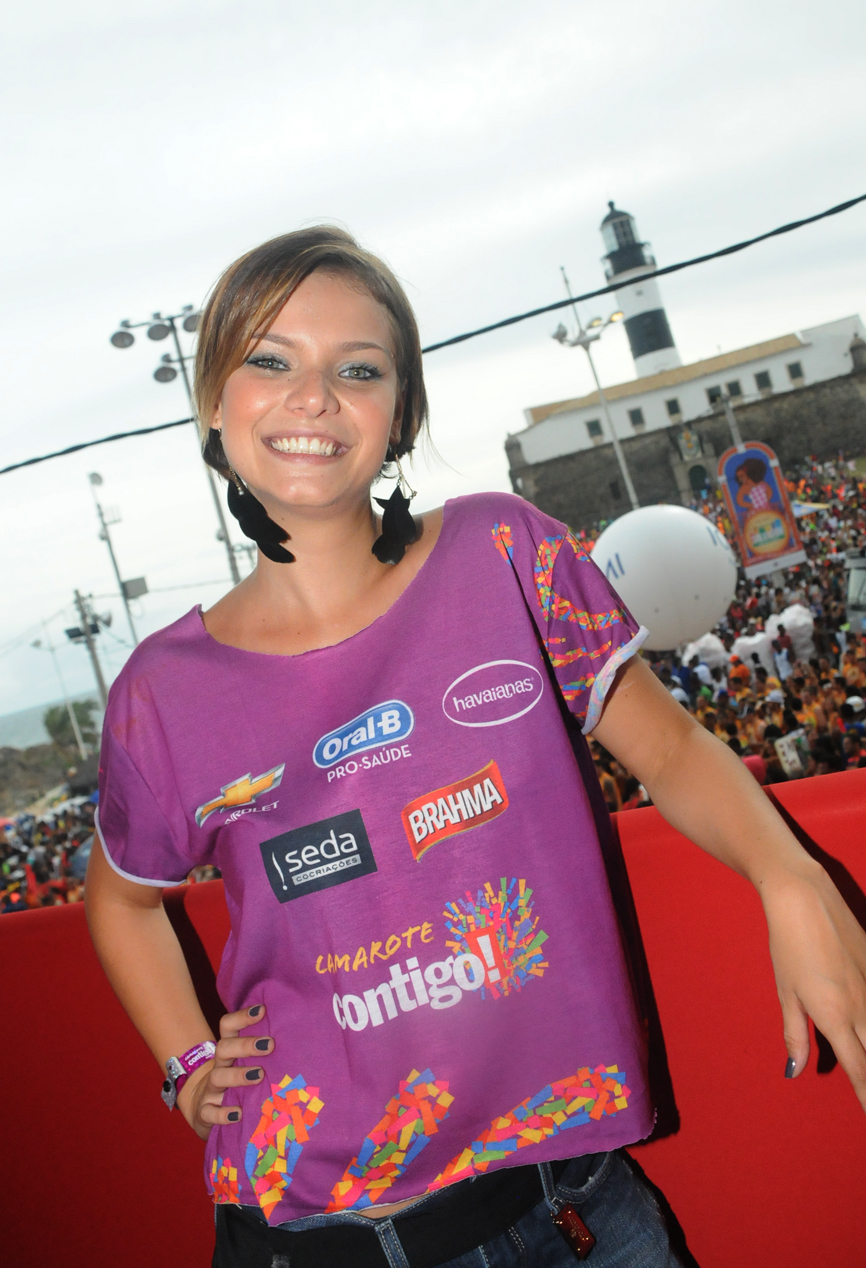
Milena Toscano is Manuela.
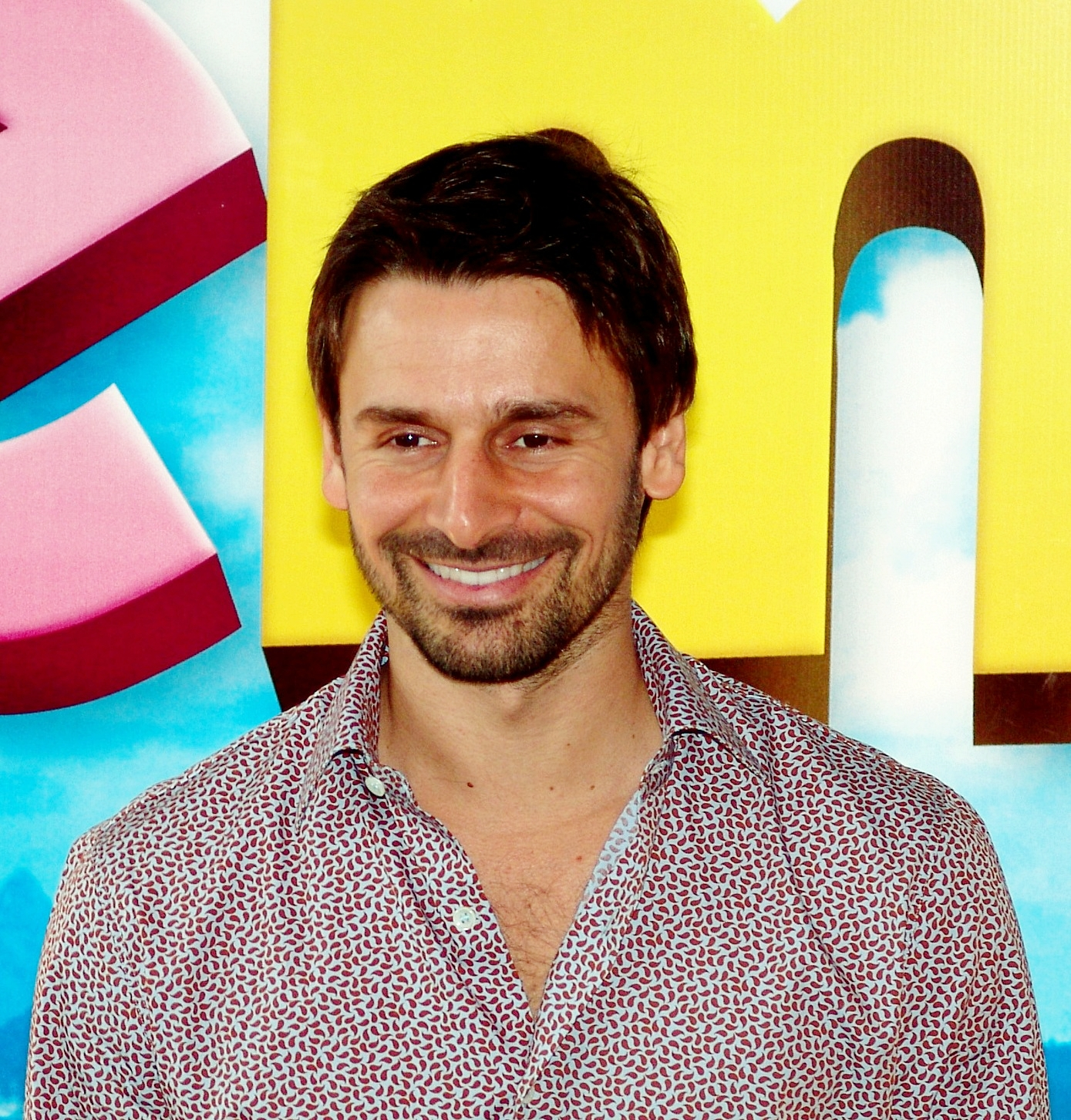
Murilo Rosa is Solano.
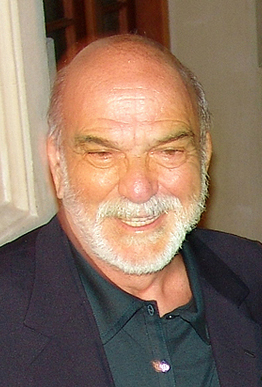
Lima Duarte is  Max.
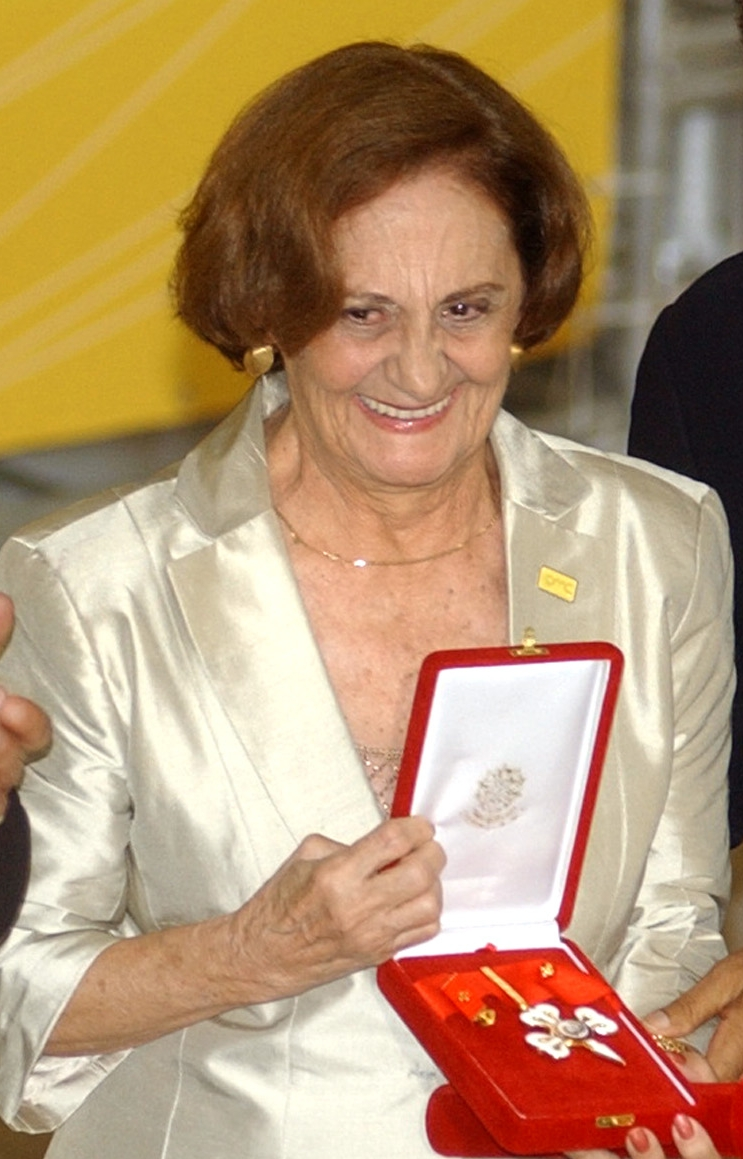
Laura Cardoso is Mariquita.
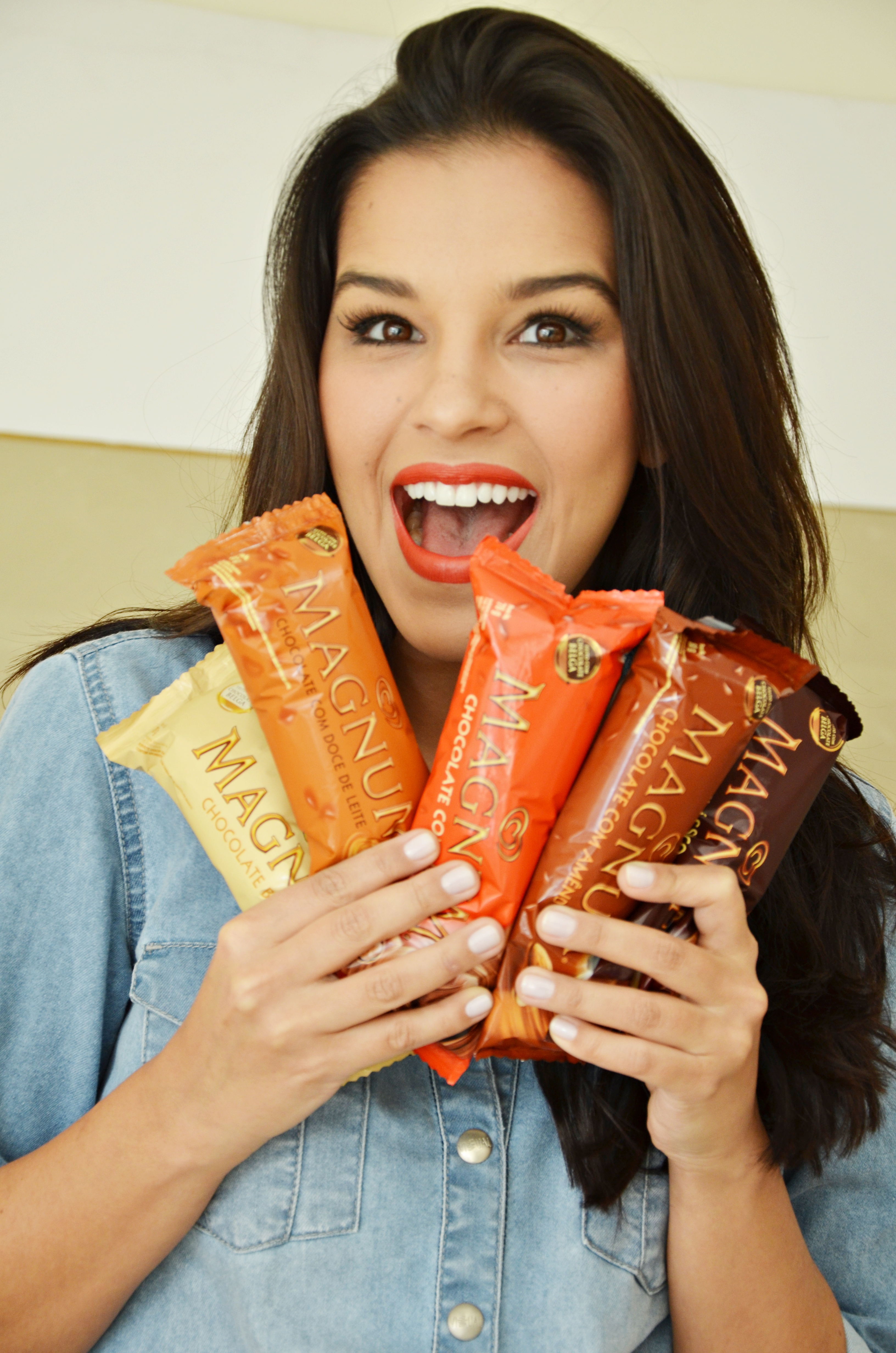
Mariana Rios is Nancy.
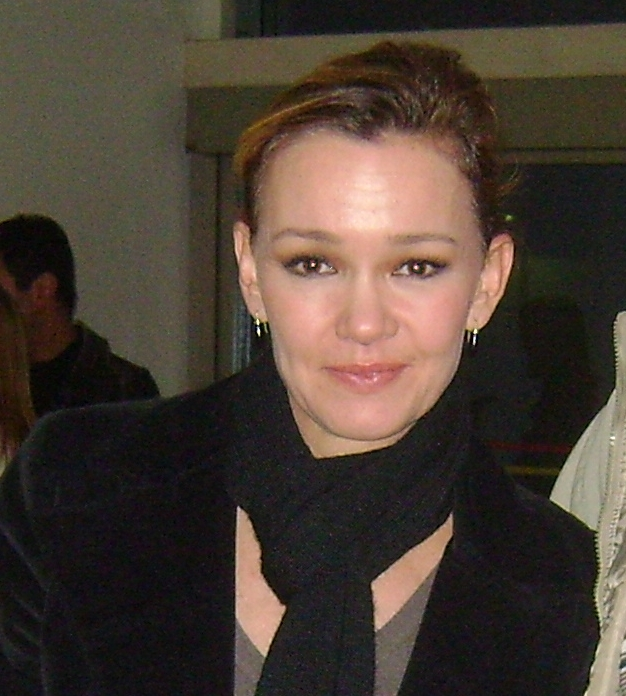
Júlia Lemmertz is Maria Amélia.
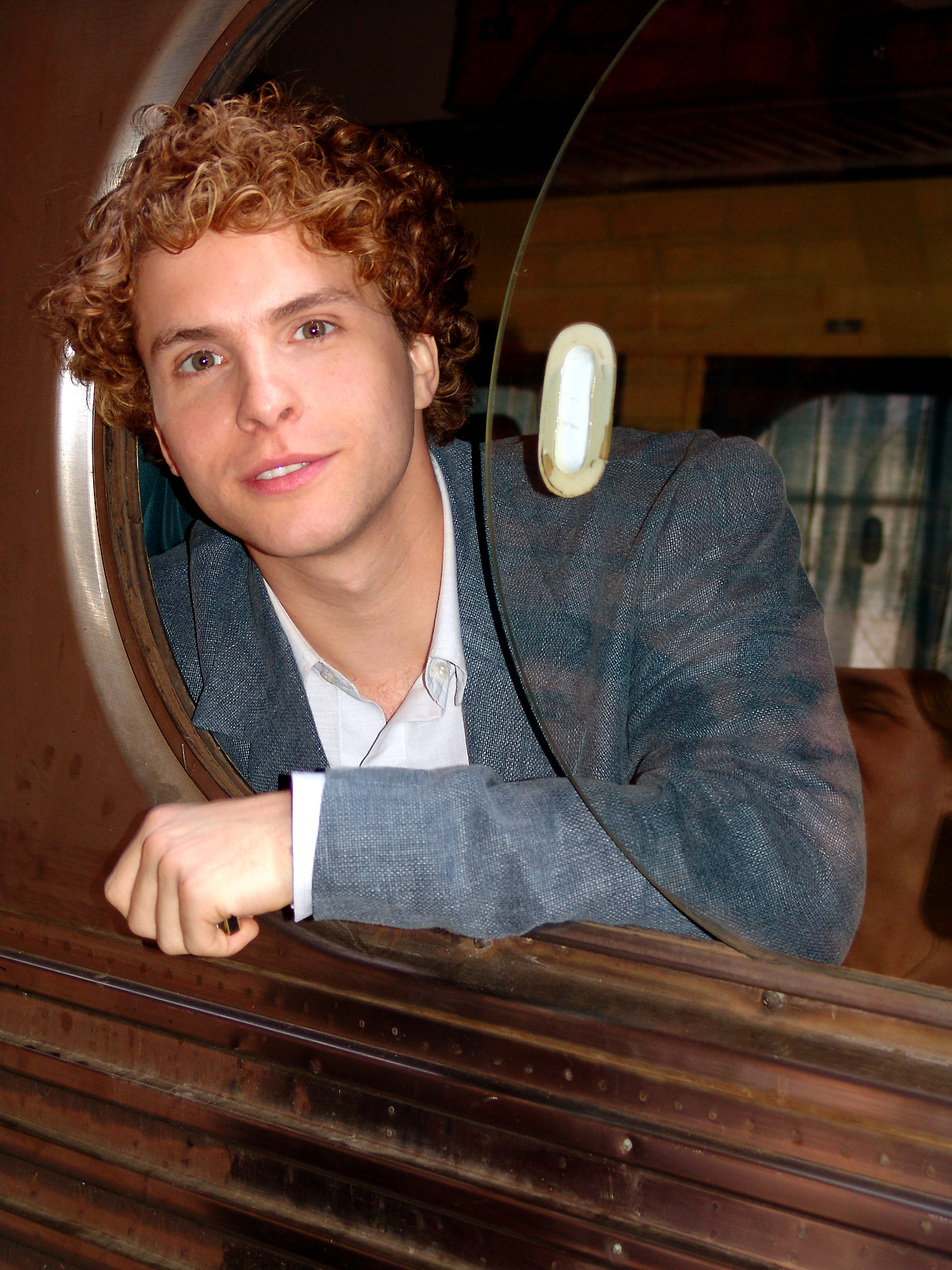
Thiago Fragoso is Víctor.
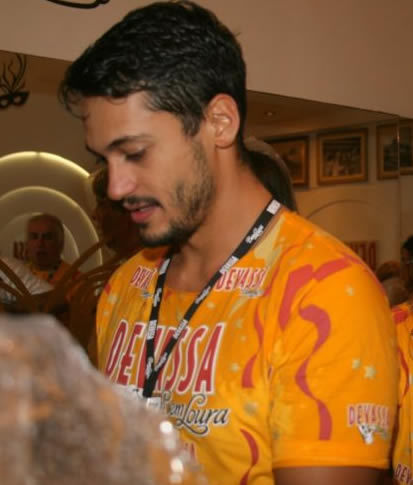
Raphael Viana is Frederico.
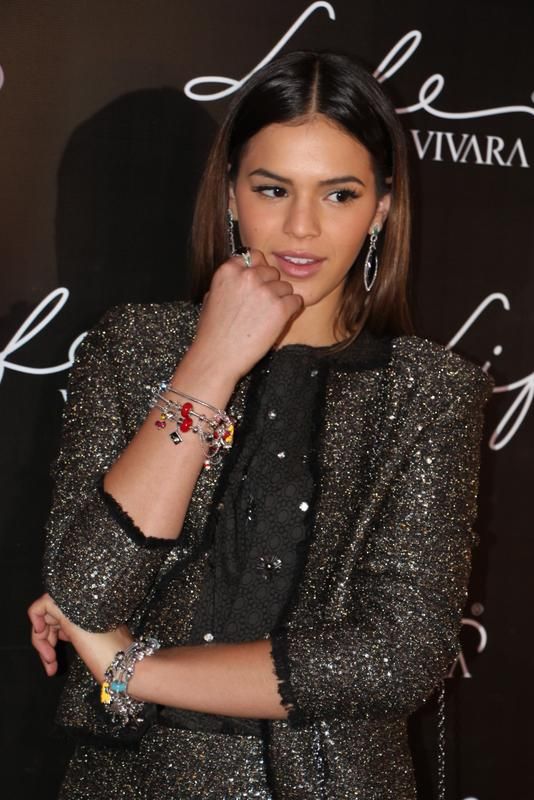
Bruna Marquezine is Terezinha.

## Emisión
| País                               | Título alternativo / Traducción | Cadena(s)        | Primera emisión          | Última emisión           | Horario semanal                  | Hora   |
| ---------------------------------- | ------------------------------- | ---------------- | ------------------------ | ------------------------ | -------------------------------- | ------ |
| Bandera de Brasil                  | Araguaia                        | Rede Globo       | 27 de septiembre de 2010 | 8 de abril de 2011       | Lunes a sábado                   | 18:15  |
| Bandera de Portugal                | Araguaia                        | SIC              | 21 de marzo de 2011      | 11 de noviembre de 2011  | Lunes a viernes                  | 23:45  |
| Bandera de Albania                 | Lumi i Fatit                    | Top Channel      | 21 de marzo de 2012      | 21 de septiembre de 2012 | Lunes a viernes                  | 18:35  |
| Bandera de Costa Rica              | Río del Destino                 | Teletica         | 9 de abril de 2012       | 23 de agosto de 2012     | Lunes a viernes                  | 11:30  |
| Bandera de Corea del Sur           | 데스티니                        | Telenovela       | 15 de octubre de 2012    | 11 de junio de 2013      | Lunes a miércoles                | 22:00  |
| Bandera de Francia                 | Araguaya, la rivière du destin  | Outre mer 1ère   | 21 de enero de 2013      | 28 de junio de 2013      | Lunes a viernes                  | 18:00  |
| Bandera de Guatemala               | Río del Destino                 | Guatevisión      | 21 de febrero de 2013    | 12 de julio de 2013      | Lunes a viernes                  | 12:00  |
| Bandera de Argentina               | Río del Destino                 | Canal 9 Televida | 25 de febrero de 2013    | 26 de julio de 2013      | Lunes a viernes                  | 14:00  |
| Bandera de Paraguay                | Río del Destino                 | Unicanal         | 14 de enero de 2013      | 14 de junio de 2013      | Lunes a viernes                  | 19:00  |
| Bandera de El Salvador             | Río del Destino                 | Canal 4          | 1° de abril de 2013      | 25 de octubre de 2013    | Lunes a viernes                  | 13:00  |
| Bandera de Uruguay                 | Río del Destino                 | Teledoce         | 10 de abril de 2013      | 5 de septiembre de 2013  | Lunes a viernes                  | 18:00  |
| Bandera de Cuba                    | Río del Destino                 | Canal Habana     | 29 de abril de 2013      | 28 de octubre de 2013    | Lunes, Martes, Jueves y viernes. | 22:00  |
| Bandera de Venezuela               | Río del Destino                 | Tves             | 1 de julio de 2013       | 22 de noviembre de 2013  | Lunes a viernes                  | 21:30  |
| Bandera de Francia                 | Araguaya, la rivière du destin  | France Ô         | 18 de septiembre de 2013 | 17 de enero de 2014      | Lunes a viernes                  | 12:50  |
| Bandera de Nicaragua               | Río del Destino                 | Canal 4          | 4 de marzo de 2014       | 8 de agosto de 2014      | Lunes a viernes                  | 21:00  |
| Bandera de Kenia                   | Destiny River                   | NTV              | 28 de abril de 2014      | 26 de septiembre de 2014 | Lunes a viernes                  | 18:00  |
| Bandera de la República Dominicana | Río del Destino                 | Telecentro       | 15 de agosto de 2016     | enero de 2017            | Lunes a viernes                  | 20:00  |
| Bandera de Estados Unidos          | Río del Destino                 | Univision        | 4 de julio               | Presente                 | Lunes a viernes                  | 3pm/2c |

## Recepción

### Premios
Premios Emmy (2011)
- Mejor Telenovela (Nominada)

## Banda sonora

### Nacional
- Capa: Logotipo da novela

1. "Rios de amor" - Victor & Léo
2. "Mentes tão bem" - Zezé Di Camargo & Luciano
3. "Companheiro" - Maria Eugênia
4. "Disparada" - Daniel
5. "Tocando em frente" - Leonardo (participação especial: Paula Fernandes)
6. "O Amanhã É Distante (Tomorrow Is a Long Time)" - Zé Ramalho
7. "Mais que a mim" "Ao vivo" - Ana Carolina & Maria Gadú
8. "Fotos na estante" - Skank
9. "Jardins da babilônia – Kid Abelha
10. "O tempo" - Móveis Coloniais de Acaju
11. "Puro Êxtase" - Barão Vermelho
12. "Simples" - Manno Góes
13. "Por enquanto" - Cássia Eller
14. "Felicidade" - Antônio Villeroy

### Sertanejo
- Capa: Murilo Rosa

1. "Adrenalina" "Ao vivo" - Luan Santana
2. "Pode Chorar" - Jorge & Mateus
3. "Baladeira" "Ao vivo" - Jeann & Julio
4. "Tô Vendendo Beijo" "Ao vivo" - Humberto & Ronaldo
5. "Xique Bacanizado" "Ao vivo" - João Carreiro & Capataz
6. "Futebol, Cervejada e Viola" "Ao vivo" - Luiz Mazza & Luciano
7. "No Ponteio da Viola" "Ao vivo" - Mayck & Lian
8. "Labirinto" "Ao vivo" - César Menotti & Fabiano
9. "Amanheceu, Peguei a Viola" - Renato Teixeira & Sérgio Reis
10. "Forrépeando" - Roberta Miranda e MV Bill
11. "Louvação Forró" - Agarradinho
12. "Catirandê" - Tais Guerino

### Internacional
- Capa: Cléo Pires

1. "I Run to You" - Lady Antebellum
2. "I Never you Told" - Colbie Caillat
3. "Marry Me" - Train
4. "Steal my Kisses" - Ben Harper and The Innocent Criminals
5. "Cooler Than Me" - Mike Posner
6. "Tonight" - Alex Band
7. "My Baby Left Me" - Alexxa
8. "Valentino" - Diane Birch
9. "Love Me Tender" - Elvis Presley com Thalía
10. "Rollerblades" - Eliza Doolittle
11. "Happy" - Marina Elali (Tema de Estela e Solano)
12. "Pray For You" - Jaron and The Long Road to Love
13. "This is Me, This is You" - Marit Larsen
14. "Blowin' in the Wind" - Fiuk
15. "Babies in Your Dreams" - Youth Group